# I delitti del lago
I delitti del lago (Le Mystère du lac) è una miniserie televisiva  francese di genere thriller, prodotta nel 2015 da Elephant Story per TF1 e diretta da Jérôme Cornuau. Tra gli interpreti principali, figurano Barbara Schulz, Lannick Gautry, Philippe Duquesne, Cyril Lecomte, Armelle Deutsch e Vincent Deniard.
La miniserie, trasmessa nella versione originale in 6 episodi da 52 minuti, andò in onda in prima visione in Francia su TF1 dal 3 al 17 settembre 2015. In Italia è stata trasmessa in prima visione da Canale 5 in 2 puntate, andate in onda domenica 28 agosto e martedì 30 agosto 2016.

## Trama
Bauduen (Provenza-Alpi-Costa Azzurra, Francia): Hervé Delval e Karine Delval lanciano l'allarme di scomparsa per la loro figlia adolescente Chloé, che non è più rientrata a casa dopo essere stata alla festa di paese.
Il paesino piomba quindi nuovamente nell'incubo vissuto 15 anni prima, quando scomparvero le adolescenti Ana Letizi e Marion Duchère, ritenute morte assassinate, ma i cui corpi non sono mai stati ritrovati Per il loro presunto omicidio, era stato condannato un loro coetaneo, Rémi Bouchard, da poco uscito di prigione e che si è sempre proclamato innocente.
Nel frattempo, è giunta in paese da Parigi per far visita alla madre, malata di Alzheimer, Lise Stocker, ex-poliziotta ed amica di Ana e Marion, che - analogamente a quanto fece 15 anni prima suo padre, pure lui poliziotto e morto presumibilmente suicida - inizia ad indagare, mettendosi spesso in contrapposizione rispetto alle indagini ufficiali condotte dai poliziotti del luogo Clovis Bouvier
e Serge Joufroy. L'inchiesta, che risulterà dolorosa per la stessa Lise, porterà alla luce i torbidi segreti della piccola comunità, causando dissapori e crisi familiari e riaprendo vecchie ferite.

## Sigla TV
- Come sigla TV per la fiction è stato scelto il brano Bang Bang (My Baby Shot Me Down) nella versione incisa nel 2009 dalla cantante canadese Stéphanie Lapointe[3]